# Lekkoatletyka na Igrzyskach Imperium Brytyjskiego 1930 – bieg na 100 jardów mężczyzn
Bieg na dystansie 100 jardów mężczyzn był jedną z konkurencji lekkoatletycznych rozgrywanych podczas I Igrzyskach Imperium Brytyjskiego w 1930 roku w kanadyjskim mieście Hamilton. Zwycięzcą tej konkurencji został reprezentant gospodarzy Percy Williams. W rywalizacji wzięło udział szesnastu zawodników z ośmiu reprezentacji.

## Finał
| Place | Athlete           | Time  |
| ----- | ----------------- | ----- |
| 1     | Percy Williams    | 9,9   |
| 2     | Ernest Page       | 10,2  |
| 3     | John Fitzpatrick  | 10,2  |
| 4     | Willie Legg       | b. d. |
| 5     | Werner Gerhardt   | b. d. |
| 6     | Stanley Engelhart | b. d. |

## Zawodnicy którzy odpadli w fazie eliminacyjnej
- Joe Eustace - trzeci w pierwszym biegu eliminacyjnym
- Gerald Halley - czwarty w pierwszym biegu eliminacyjnym
- James Brown - trzeci w drugim biegu eliminacyjnym
- Roy Hamilton - czwarty w drugim biegu eliminacyjnym
- David Belvin - piąty w drugim biegu eliminacyjym
- Alan John Elliott - trzeci w trzecim biegu eliminacyjnym
- Leigh Miller - czwarty w trzecim biegu eliminacyjnym
- John Heap - nie pojawił się na starcie
- Ian Borland - nie pojawił się na starcie
- William Walters - nie pojawił się na starcie